# Begoña García
Begoña García Piñero (1 de marzo de 1976, Cádiz) es una exjugadora española de baloncesto profesional. Con 1.70 de estatura, jugaba en la posición de base, y su último equipo fue el pamplonica Unión Navarra Basket.

## Inicio
Se inició en este deporte a los 14 años donde entró a formar parte del Cádiz Club Baloncesto en edad júnior tras una fase de ascenso con el equipo sénior de su club dio el salto a liga femenina de la mano del Club Deportivo Ensino de Lugo en 1996. Allí militó durante 6 temporadas, siendo llamada por la mejor liga del planeta la WNBA en concreto Detroit Shock. 
En su vuelta a Europa es fichada por un equipo italiano, La Spezia, donde obtiene el subcampeonato de la lega italiana. Vuelve a España por una oferta importante del equipo aragonés Mann-Filter Zaragoza. No pudiendo rechazar una oferta italiana del equipo Veneciano Reyer Venezia donde pasa 4 años obteniendo varios títulos. Vuelve a España a Hondarribia Irún donde está dos años. Otra oportunidad en una liga importante como la rusa no la deja escapar y se va a Nadezhda Oremburgo viviendo una grandísima experiencia deportiva y personal. Vuelve a España a Rivas Ecópolis, Extrugasa Vilagarcía de Arousa y acaba su carrera en Unión Navarra Basket en el año 2012.

## Palmarés con la selección española
- Eurobasket 2001 ( Francia)
- Eurobasket 2003 ( Grecia)